# GARO Project
GARO Project（ガロ・プロジェクト）は、テレビ東京系他にて放送されたハイパーミッドナイトアクションドラマ『牙狼-GARO-』の出演者により結成された5人組音楽ユニット。略称ガロプロ。

## 概要
2005年10月から2月まで同番組のエンディングテーマを担当していた京本政樹の呼びかけで、主演の小西大樹、藤田玲、肘井美佳、渡辺裕之とともに結成された。京本が作詞作曲し歌った“牙狼(GARO)～僕が愛を伝えてゆく～”、“僕はまだ恋をしてはいけない”の2曲をニューアレンジでカバーしたものが番組後半で流れ、視聴者から問い合わせが殺到した。番組終了後、2006年4月10日にメンバー全員の公開レコーディングのもと記者会見が行われ、7月26日CD発売が発表された。7月30日、ラクーアで行われたデビューイベントには、2000人のファンが集まり、メンバー5人全員との握手会には600人が参加した。
2014年に発売された京本政樹のボックスセット「MUSIC WORKS 1984-2014」に、ボーナストラックとしてGARO Projectの全曲が収録された。

## メンバー構成
- 京本政樹・・・プロデューサー
- 小西大樹（現・小西遼生）・・・ボーカル
- 藤田玲・・・ボーカル、コーラス
- 肘井美佳・・・コーラス
- 渡辺裕之・・・ドラム

## ディスコグラフィ
- 牙狼(GARO)～僕が愛を伝えてゆく～

C/W：僕はまだ恋をしてはいけない（2006/7/26・Trycycle Entertainment）
- 赤いバラ／オーロラの下で（2006/11/22・Trycycle Entertainment）[5]

## 楽曲解説
牙狼(GARO)～僕が愛を伝えてゆく～
京本政樹の同名曲のカバー。『牙狼-GARO-』第22話エンディングテーマ。
2006年7月30日のデビューイベントで歌唱された。PVが牙狼＜GARO＞Blu-ray BOXに収録されている。
僕はまだ恋をしてはいけない
京本政樹の同名曲のカバー。『牙狼-GARO-』第23話・第24話エンディングテーマ。
PVが牙狼＜GARO＞Blu-ray BOXに収録されている。
赤いバラ
未使用曲。PVが存在している。
オーロラの下で
『牙狼-GARO-スペシャル 白夜の魔獣』エンディングテーマ。牙狼シリーズの監督である雨宮慶太から京本政樹に対し、We Are The Worldのような楽曲というオーダーがあり制作された。2006年7月30日のデビューイベントで集まったファンのコーラス音源が使用されている。

## 関連サイト
- SAMURAI GUITAR SPIRITS
- トライスクルエンタテイメント
- テレビ東京公式HP